# Kościół św. Antoniego Padewskiego w Pludrach
Kościół św. Antoniego Padewskiego – rzymskokatolicki kościół filialny położony we wsi Pludry (gmina Dobrodzień). Kościół należy do parafii św. Jadwigi Śląskiej w Łagiewnikach Małych w dekanacie Zawadzkie, diecezji opolskiej.

## Historia kościoła
Kościół filialny w Pludrach został wybudowany w 1933 roku. Jego poświęcenia dokonał 12 czerwca 1983 roku biskup Jan Wieczorek.
We wnętrzu kościoła znajdują się organy wybudowane przez firmę Rieger w 1935 roku jako opus 2666. Instrument został wyremontowany w 2011 r. przez firmę "Kamerton" Witolda i Wiesława Jeleniów z Olszynki.